# Carlo Vecchiarelli

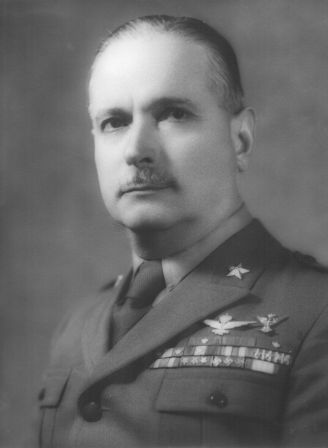
Carlo Vecchiarelli

Carlo Vecchiarelli (* 10. Januar 1884 in Cingoli; † 13. Dezember 1948 in Rom) war ein italienischer General des Königlich-Italienischen Heeres zuletzt im Rang eines designierten Armeegenerals. Er war unter anderem Kommandeur der 132. Panzerdivision „Ariete“, Befehlshaber mehrerer Korps sowie 1943 Oberbefehlshaber der 11. Armee.

## Leben

### Offiziersausbildung, Erster Weltkrieg und Zwischenkriegszeit
Carlo Vecchiarelli begann nach dem Schulbesucht eine Offiziersausbildung an der Accademia Militare di Modena, die er am 7. September 1905 als Sottotenente der Alpini abschloss. Während seiner darauf folgenden verschiedenen Verwendungen wurde er am 7. September 1908 zum Oberleutnant (Tenente) befördert und war Teilnehmer am Italienisch-Türkischen Krieg (29. September 1911 bis 18. Oktober 1912), der mit einem italienischen Sieg endete. Am 5. April 1914 erfolgte seine Beförderung zum Hauptmann (Capitano). Er nahm zwischen 1915 und 1918 am Ersten Weltkrieg teil und wurde während des Krieges am 10. Dezember 1916 zum Major (Maggiore) befördert. Im weiteren Kriegsverlauf wurde er am 8. Juli 1917 Ritter des Ordens der Krone von Italien und am 7. Oktober 1917 zum Oberstleutnant (Tenente Colonnello). Ihm wurde ferner am 19. August 1918 das Kriegsverdienstkreuz verliehen.
In der Zwischenkriegszeit war er von 1919 bis 1923 Militärattaché an der Gesandtschaft in der Tschechoslowakei und wurde in dieser Zeit zum Ritter des Militärordens von Savoyen ernannt. Anschließend war er von 1923 bis März 1926 Kommandeur eines Bataillons des 8. Gebirgsjägerregiments, des 8º Reggimento alpini, und daraufhin zwischen März 1926 und Dezember 1928 Militärattaché an der Botschaft in Österreich, wobei er in dieser Verwendung am 13. Juni 1926 zum Oberst (Colonnello) befördert wurde. (Am 30. Juni 1927 war er Trauzeuge der Hochzeit von Lili Schnitzler, der einzigen Tochter von Arthur Schnitzler mit einem italienischen Faschisten.) Er war zwischen dem 15. Dezember 1928 und dem 16. Dezember 1931 Kommandeur des 7º Reggimento alpini, des 7. Gebirgsjägerregiments, und befand sich im Anschluss vom 16. Dezember 1931 bis zum 10. Januar 1932 kurzzeitig zur besonderen Verwendung. Danach fungierte er vom 10. Januar 1932 bis zum 10. August 1934 zuerst als Chef des Stabes des „Alessandria“-Korps.
Vecchiarelli war nach seiner Beförderung zum Brigadegeneral (Generale di Brigata) am 10. August 1934 noch bis zum 1. September 1934 dem „Alessandria“-Korps zugeordnet und daraufhin zwischen dem 1. September 1934 und dem 10. September 1935 erst Kommandeur der 1. Gebirgsjägerbrigade sowie vom 10. September 1935 bis zum 26. Mai 1936 Kommandeur der daraus hervorgegangenen 1. Gebirgsjägerdivision, der 1ª Divisione alpina “Taurinense”. Nachdem er vom 26. Mai 1936 bis zum 10. März 1937 dem „Turin“-Korps für besondere Aufgaben zugeordnet war, fungierte er zwischen dem 10. März und dem 9. September 1937 als Kommandeur der Division „Murge“, und wurde für seine Verdienste am 3. Juni 1937 Offizier des Ordens der Heiligen Mauritius und Lazarus. Nach seiner Beförderung zum Generalmajor (Generale di Divisione) am 9. September 1937 war er bis zum 8. November 1938 Kommandeur der reorganisierten Infanteriedivision „Murge“, der Divisione di Fanteria delle Murge und wurde am 27. Oktober 1938 zum Großoffizier des Ordens der Krone von Italien ernannt.

### Zweiter Weltkrieg, Internierung und Nachkriegszeit
Nachdem Carlo Vecchiarelli vom 8. November 1938 bis zum 1. Februar 1939 dem Stab des Armeekorps in Bozen für besondere Dienste zugewiesen war, übernahm er zwischen dem 1. Februar und dem 15. November 1939 den Posten als Kommandeur der 132. Panzerdivision, der 132ª Divisione corazzata “Ariete”. Im Anschluss war er vom 15. November 1939 bis zum 9. April 1940 erst Kommandierender General des V. Korps (V Corpo d’armata) sowie danach zwischen dem 9. April und dem 1. September 1940 Kommandierender General des I. Korps (I Corpo d’armata), wobei er in dieser Verwendung am 31. Mai 1940 zum Generalleutnant (Generale di corpo d’armata) befördert wurde. Mit seinem Korps nahm er an der Schlacht in den Westalpen (10. Juni bis 25. Juni 1940) teil, die mit dem Waffenstillstand von Villa Incisa endete und zur italienischen Besetzung Südfrankreichs führte. Er wurde zwischen dem 1. September 1940 und dem 14. August 1941 dem Kriegsministerium (Ministero della Guerra) für besondere Aufgaben zugeordnet. Als Vertreter von Marschall Pietro Badoglio war er in dieser Zeit auch stellvertretender Leiter der Italienisch-Französischen Waffenstillstandskommission CIAF (Commissione per l’Armistizio con la Francia). Für seine Verdienste in dieser Zeit wurde er am 10. Dezember 1940 Kommandeur des Ordens der Heiligen Mauritius und Lazarus sowie zudem am 6. Januar 1941 Offizier des Militärordens von Savoyen.
Am 14. August 1941 wurde er zunächst zum Oberkommando der Streitkräfte in Nordafrika abgeordnet und fungierte in der Folgezeit vom 21. August 1941 bis Januar 1942 als Kommandierender General des XX. Korps (XX Corpo d’armata), das in dieser Zeit zugleich das Territorialkommando Tripolitania (Comando della Tripolitania) war. Im Januar 1942 kehrte er nach Italien zurück und war bis zum 3. Mai 1943 als Vertreter des Chefs des Generalstabes des Heeres Generale designato d’Armata Vittorio Ambrosio beziehungsweise ab dem 1. Februar 1943 von dessen Nachfolger Generale designato d’Armata Ezio Rosi Vize-Chef des Generalstabes des Heeres für Operationen. Am 3. Mai 1943 wurde ihm schließlich selbst der Titel eines designierten Generals (Generale designato d’Armata) verliehen, woraufhin er zwischen dem 3. Mai und dem 9. September 1943 noch Oberbefehlshaber der 11. Armee (11ª Armata) war. Am 1. Juni 1943 nahm der Großverband wieder die Bezeichnung 11. Armee an. Nach dem Sturz Benito Mussolinis Ende Juli 1943 wurde sie gemäß einer Vereinbarung zwischen dem italienischen Oberkommando und dem Oberkommando der Wehrmacht mit Führererlass – Weisung Nr. 48b für die Kriegsführung – dem deutschen Oberbefehlshaber Südost, General Alexander Löhr, unterstellt. Nach der Verkündung des italienischen Waffenstillstandes von Cassibile mit den Alliierten am 8. September 1943 wurde sie aufgelöst.
Am 19. September 1943 wurde Carlo Vecchiarelli unter Hausarrest gestellt und im Offizierslager Schokken interniert. Am 24. Januar 1944 wurde er nach Italien zurückgebracht, wo er am 28. Januar eintraf, um seine Zeit im Scalzi-Gefängnis in Verona abzusitzen. Der Prozess gegen ihn vor dem Gericht von Brescia endete am 11. Januar 1945 mit der Verurteilung zu 10 Jahren Haft wegen „deutschfeindlichem Verhalten in Griechenland“. Am 25. April 1945 befreiten ihn Partisanen des Nationalen Befreiungskomitees CLN (Comitato di Liberazione Nazionale) von Brescia. Carlo Vecchiarelli starb am 13. Dezember 1948 an Lungenkomplikationen infolge einer Operation im Militärkrankenhaus Celio in Rom. Sein Grab trägt die berühmten Worte des heiligen Paulus: „Bonum certamen certavi, cursum consummavi, fidem servavi“ („Ich habe den guten Kampf gekämpft, ich habe meinen Lauf vollendet, ich habe den Glauben bewahrt“).

## Hintergrundliteratur
- Mario Avagliano, Marco Palmieri: Gli internati militari italiani. Diari e lettere dai lager nazisti, 1943–1945, Turin, Einaudi, 2009, ISBN 978-88-06-19894-7.
- Andrea Bianchi: Gli Ordini militari di Savoia e d’Italia, Band 3, Edizioni Associazione Nazionale degli Alpini, 2012, ISBN 978-88-902153-3-9.
- H. James Burgwyn: Italian Foreign Policy in the Interwar Period, 1918–1940, Westport, Praeger Publishers, 2012, ISBN 0-275-94877-3.
- Luigi Cadorna: La guerra alla fronte italiana, Band 1, Mailand, Fratelli Treves editori, 1921.
- Luigi Cadorna: La guerra alla fronte italiana, Band 2, Mailand, Fratelli Treves editori, 1921.
- Alberto Cavaciocchi, Andrea Ungari: Gli italiani in guerra, Mailand, Ugo Mursia Editore s.r.l., 2014.
- Sergio Fumich: Il pozzo e le parole, Brembio, Ca’ „La Gatera“ Libri, 2007, ISBN 978-1-84799-222-2.
- Emilio Faldella: L’Italia nella seconda guerra mondiale. Revisione di giudizi, Bologna, Cappelli, 1959.
- Massimo Filippini: La tragedia di Cefalonia. Una verità scomod, Rom, IBN, 2004, ISBN 978-88-7565-015-5.
- Clemente Galligani: L’Europa e il mondo nella tormenta. Guerra, nazifascismo, Rom, Armando Editore, 2012, ISBN 88-6677-031-0.
- Luigi Emilio Longo: L’attività degli addetti militari italiani all’estero fra le due guerre mondiali, 1919–1939, Rom, Ufficio Storico dello Stato Maggiore dell’Esercito, 1999.
- Arrigo Petacco, Giancarlo Mazzuca: La Resistenza tricolore, Mailand, Arnoldo Mondadori Editore, 2013, ISBN 88-520-3709-8.
- Gianni Oliva: L’Italia del silenzio, Mailand, Arnoldo Mondadori Editore, 2013, ISBN 88-520-4229-6.
- Gianni Oliva: Soldati e ufficiali, Mailand, Arnoldo Mondadori Editore, 2012, ISBN 88-520-3128-6.
- Mario Torsiello: Le operazioni delle unità italiane nel settembre–ottobre 1943, Rom, Ufficio Storico Stato Maggiore dell’Esercito, 1975.
- Andrea Vento: In silenzio gioite e soffrite. Storia dei servizi segreti italiani dal Risorgimento alla Guerra Fredda, Mailand, Il Saggiatore s.p.a., 2010, ISBN 88-428-1604-3.